# Antonia Martínez
Antonia Martínez Lagares (22 de abril de 1949 - 4 de marzo de 1970) fue una estudiante de la Universidad de Puerto Rico en Río Piedras, natural del pueblo de Arecibo, que fue asesinada por un oficial de la policía durante las huelgas de la Universidad de Puerto Rico en 1970. Martínez estaba en camino a graduarse con un bachillerato en Educación. 
El 4 de marzo de 1970, la Fuerza de Choque de la Policía de Puerto Rico entró al campus universitario a intervenir con unos estudiantes que protestaban contra la presencia del ROTC (Cuerpo de Instrucción de Oficiales de Reserva). En un momento en que la policía golpeaba a un estudiante en la Avenida Ponce de León, Antonia miró desde el balcón del hospedaje en el cual estaban salvaguardando donde los compañeros en el balcón gritaban "asesinos", "abusadores a los policías. Uno de los oficiales miró al balcón, sacó su arma y le disparó indiscriminadamente al balcón. La bala atravesó el cuello de Celestino Santiago y terminóm en la cabeza de Antonia e hirió a otro estudiante que estaba con ella. Antonia murió más tarde en el Hospital Auxilio Mutuo.
Celestino Santiago, el otro estudiante herido, contó los eventos e identificó a algunos de los oficiales. Luego de esto, un policía fue acusado pero salió absuelto en corte. Años después, en declaraciones de algunos policías a la Comisión Senatorial de lo Jurídico en las investigaciones del Caso del Cerro Maravilla, un agente denunció el encubrimiento del asesinato de Antonia por parte de la Policía y el FBI.
En los últimos años se ha señalado al exalcalde de Cataño Edwin “El Amolao” Rivera Sierra como el policía que le disparó a Antonia.[cita requerida]
La muerte de Antonia tuvo una influencia cultural significativa en aquel tiempo, y fue tomada como símbolo del abuso y opresión por parte de la policía. El cantautor puertorriqueño Roy Brown escribió una canción llamada "Antonia murió de un balazo" en su segundo álbum. Otro cantautor que se inspiró en este hecho fue Andrés Jiménez ("el Jíbaro"), con su letra "Antonia Martínez", dentro de su álbum "Como el filo del machete (1978)", que narra con su estilo revolucionario la leyenda de esta pobre estudiante. También le escribió Antonio Caban Vale (El Topo) quien incluyera la canción "Antonia" en su álbum "Las manos del campo" (1975).
En el 2010, un mural conmemorando el 40 aniversario de la muerte de Martínez fue vandalizado. El mismo fue restaurado por un grupo liderado por el ex-preso político Rafael Cancel Miranda. Otro mural conmemorando la muerte de Antonia se encuentra en el edificio de Humanidades de la Universidad de Puerto Rico.